# Мадонна делла Мизерикордия (Эль Греко)
Мадонна Милосердия (исп. La Virgen de la Caridad — Мадонна Милосердия) — картина маслом на холсте (размер 155×123 см), написанная выдающимся испанским живописцем Эль Греко в 1603—1605 годах. Находится в Приюте Милосердия (Hospital de la Caridad) в Ильескасе, Испания.

## История
18 июня 1603 года Эль Греко получил заказ на произведение, которое должно было украсить алтарь церкви Девы Милосердия, принадлежащей Приюту де ла Каридад в городке Ильескас на полпути между Толедо и Мадридом. Согласно договору основной алтарь должен был содержать четыре образа: Мадонна делла Мизерикордия (Мадонна Милосердия), Коронование Девы Марии, Благовещение Марии и Рождество. Этот заказ художник выполнил в сотрудничестве со своим сыном Хорхе Мануэлем Теотокопулосом. В настоящее время картина находится в алтаре церкви того же приюта — Hospital de la Caridad в Ильескасе, Испания.